# Marco Ceionio Giuliano Camenio
Marco Ceionio Giuliano signo Camenio (latino: Marcus Ceionius o Caeionus Iulianus signo Kamenius; fl. 324-333) è stato un politico romano di età imperiale, vissuto durante il regno di Costantino I.
Padre di Publio Publilio Ceionio Giuliano e nonno di Alfenio Ceionio Giuliano Camenio, era un senatore romano. Viene identificato con il personaggio che la Historia Augusta (Vita Firmi, ii.1) descrive come letterato e interessato negli studi storici.
Vir clarissimus, fu consolare della Campania nel 324 e proconsole d'Africa; tra il 10 maggio 333 e il 27 aprile 334 fu praefectus urbi di Roma.